# 張夫人 (高季興)
張夫人（?—?），中國五代十国之荆南开国君王高季興的夫人爱姬，高从诲的母亲，高季興在后梁做将军的时候，行军都带着张夫人。一次打败仗了，张夫人正好怀着高从诲，高季兴和张夫人逃到了深涧中。張夫人不能走，熟睡后，高季兴以巨剑刺两岸山石，想山石崩压住张夫人，可是张夫人醒来时，说：“梦见泰山崩压妾身，幸亏执戈金甲人保护了我。”高季兴只好和张夫人一起逃命，后来生下高从诲，张夫人以富贵终。